# Uroleucon pseudobscurum
Uroleucon pseudobscurum är en insektsart. Uroleucon pseudobscurum ingår i släktet Uroleucon och familjen långrörsbladlöss. Inga underarter finns listade i Catalogue of Life.